# Hoe je aan een dode haas schilderijen uitlegt
Hoe je aan een dode haas schilderijen uitlegt (in het Duits: Wie man dem toten Hasen die Bilder erklärt) is een performance van de Duitse kunstenaar Joseph Beuys. Deze vond plaats op 26 november 1965 in Galerie Schmela in Düsseldorf. Dit was bij zijn eerste solotentoonstelling in een commerciële galerie, toch behoort deze actie tot zijn bekendste optredens.

## Werkbeschrijving
Op 26 november 1965 wordt in de Galerie Schmela in Düsseldorf een tentoonstelling geopend met schilderijen van Joseph Beuys. De kunstenaar is zelf aanwezig. Zijn hoofd is ingesmeerd met honing en daarna bedekt met bladgoud. Onder zijn rechtervoet zit een plak vilt en een soort ijzeren ski, die met leren bandjes is vastgemaakt aan zijn been. In de armen van Beuys ligt een dode haas die hij behandelt als een baby. Het publiek heeft enkel oog voor de kunstenaar en is benieuwd naar wat hij zal zeggen, maar Beuys heeft enkel aandacht voor zijn dode haas.
Beuys staat op en loopt met het dode beest door de tentoonstellingsruimte. Af en toe heft hij de haas op en houdt hij hem voor een schilderij en laat het dier zelf met zijn pootjes aan het schilderij komen. Hij murmelt af en toe iets tegen de dode haas maar het publiek zelf kan hem niet verstaan. Ook kruipt hij met de haas over de grond naast een stapeltje viltdekens. Alles gebeurt langzaam en geconcentreerd. Uiteindelijk neemt hij weer plaats op zijn krukje en kijkt het publiek aan maar zegt nog steeds niets. De deur van de kleine galerieruimte bleef tijdens de performance dicht. Het publiek stond buiten en kon door een raam naar binnen kijken. Na drie uur werden de deuren geopend. Beuys bleef in de etalage zitten met zijn rug naar de bezoekers.

## Interpretatie en receptie
Performance is een kunstvorm waarbij muziek, theater en beeldende kunst versmelten en waar de kunstenaar zelf op de voorgrond treedt. Onder invloed van de conceptuele kunst gaan meer kunstenaars de performance als zelfstandige kunstvorm gebruiken.
Beuys was in de Tweede Wereldoorlog radiotechnicus aan boord van een vliegtuig. Bij een vliegtuigongeluk raakte hij gewond. Naar deze gebeurtenis verwijst hij regelmatig in zijn kunstwerken. Begin jaren 1960 nam Beuys deel aan verschillende Fluxus acties.
Voor velen blijft de betekenis van deze tentoonstelling een raadsel, maar als alles op een rij wordt gezet, wordt de boodschap achter het werk duidelijk. Wordt naar het oorlogsavontuur van Joseph Beuys gekeken, herkent men de ijzeren slee onder zijn voet, het vilt, de honing. Al deze zaken krijgen nu een symbolische betekenis, ze verwijzen naar een idee.

De twee hoofdrolspelers van het stuk zijn Joseph Beuys en de haas. Beuys maakt duidelijk dat hij een sjamaan is, dit doet hij door zijn gezicht in te smeren met goud en honing. Met het gouden honingmasker verbeeldt hij zijn krachten als een soort geestelijk voedsel. Het vilt, dat de eigenschap heeft om warmte vast te houden, isoleert deze energie. Over de haas zei Beuys het volgende: 
' Ik gaf de haas uitleg over mijn schilderijen omdat ik ze niet aan de mensen kan uitleggen. Een haas begrijpt vaak meer dan mensen omdat ze een rechtlijnige manier hebben van denken. Ik vertelde de haas dat hij het schilderij moest aftasten om te begrijpen wat het belang van het schilderij was. De haas moest 'voelen' wat de betekenis was.'
 Werk van Beuys spreekt vooral het gevoel en de fantasie aan en minder het rationele verstand.
Deze performance werd in 2005 opnieuw opgevoerd door Marina Abramović in het Solomon R. Guggenheim Museum in New York als deel van haar Seven Easy Pieces.